# In natura
In natura betekent dat er betaald wordt met producten of diensten, dus zonder de tussenkomst van geld. Bij betaling in natura is er sprake van een vorm van ruilhandel.

## Schadevergoeding
Schadevergoeding dient in principe in geld te worden voldaan. Het is echter onder bepaalde voorwaarden mogelijk voldoening in natura te eisen, bijvoorbeeld vervanging of reparatie van het beschadigde object.

## Kapitaalstortingen
Het is mogelijk om kapitaal in een onderneming in te brengen in natura. De inbreng omvat in dat geval meestal aandelen in een (andere) vennootschap, een onderneming, goodwill, bedrijfsmiddelen en/of onroerend goed. Om fraude en witwassen te bestrijden en om zeker te stellen dat iemand de daadwerkelijke economische waarde in ruil voor zijn inbreng ontvangt, dient dit vergezeld te gaan van een accountantsverklaring, waarin een registeraccountant verklaart de inbreng te hebben onderzocht en dat deze inderdaad de economische waarde vertegenwoordigt die vermeld staat. Inbreng in natura ziet men vooral bij fusies, overnames en de inbreng van een eenmanszaak in een BV of NV.

## Informele economie
Bij het uitwisselen van diensten tussen particulieren ("Als jij mijn huis verft, doe ik jouw tuin...") spreekt men van betaling in natura. Ruilhandel in goederen is overigens ook mogelijk maar komt minder voor. Dergelijke dienstverlening in natura maakt deel uit van de informele economie. 

## Erfbelasting in natura
In Nederland bestaat een belastingregeling die het mogelijk maakt om bij het erven van een kunstverzameling een deel van de erfbelasting te betalen in natura. De regeling heet 'Betaling van erfbelasting in de vorm van kunstvoorwerpen'. Het moet daarbij gaan om kunstvoorwerpen met een wettelijk beschermde status, dus kunstvoorwerpen van zodanige culturele waarde dat de Staat er belang bij heeft dat zij het land niet verlaten. De erfbelasting die op deze manier kan worden voldaan is gebonden aan een maximum van honderdtwintig procent van de waarde van het kunstvoorwerp.

## Verzekeringen
Sommige verzekeringen, zoals die voor een uitvaart, betalen uit in natura, dat wil zeggen dat de verzekeraar de zorg draagt voor de kist, dragers en dergelijke, waarbij er voor deze diensten niet hoeft te worden betaald, maar er dus ook geen geld wordt uitgekeerd.
Schadevergoeding wordt in principe voldaan in geld, maar een eiser kan er in sommige gevallen ook voor kiezen de schadevergoeding in natura te laten voldoen. Iemand die bijvoorbeeld een gebroken ruit door de tegenpartij laat repareren bespaart zich op deze wijze de rompslomp van het zelf regelen van een reparateur en hoeft ook niet de kosten voor te schieten.
Daarnaast worden bijvoorbeeld bij zorgverzekeringen declaratie- en naturapolissen onderscheiden.

## ZIN
Zorg in natura (ZIN) is een uitdrukking en afkorting die vaak gebruikt wordt als tegenhanger van een persoonsgebonden budget.

## Seksuele dienstverlening
In de volksmond staat 'in natura betalen' ook wel voor seksuele dienstverlening in plaats van te betalen met geld. Dit komt in feite neer op verkapte prostitutie. 

## Illegaliteit
Omdat betalingen in natura slecht of niet traceerbaar zijn, worden ze vaak ingezet voor illegale doeleinden. Men kan hier denken aan
- Georganiseerde criminaliteit - in plaats van traceerbaar geld betaalt men in niet-traceerbare diensten;
- Witwassen - betaling in natura kan een goede manier zijn om illegale activiteiten te verzilveren;
- Corruptie - een ambtenaar kent een bouwonderneming een vergunning toe, mits deze gratis werkzaamheden aan zijn privé-woonhuis verricht;
- Nepotisme en patronage - een onderneming oefent druk uit op een accountantskantoor om iemand tot partner te benoemen. Men verwacht vervolgens wel dat deze partner niet te moeilijk doet over aftekening van de jaarrekeningen.